# Hemidactylus laevis
Espèce
Hemidactylus laevis est une espèce de geckos de la famille des Gekkonidae.

## Répartition
Cette espèce est endémique de Somalie. Elle se rencontre dans les monts Golis.

## Publication originale
- Boulenger, 1901 : A list of the batrachians and reptiles obtained by Dr. Donaldson Smith in Somaliland in 1899. Proceedings of the Zoological Society of London, vol. 1901, p. 47-49 (texte intégral).